# Charles Hanouet
Charles Albert Hanouet, né le 7 juillet 1890 à Vanves et mort pour la France le 25 septembre 1915 à Vienne-le-Château (Marne), est un champion de natation français.

## Biographie
Fils d’un clerc de notaire, Charles Hanouet exerce la profession d’employé des postes en 1908.
Originellement licencié au club du S. A. Montrouge, il passe ensuite professionnel, et exerce les fonctions de secrétaire du club professionnel des Nageurs de la Seine en 1911. Il obtient toutefois sa requalification comme sportif amateur durant son service militaire de 1911 à 1913.
Jeune nageur débutant, il figure sans éclat dans la Coupe de Noël de Paris du 25 décembre, où il s’aligne en 1907 et 1908 et arrive chaque fois cinquième,. Mais cette course de vitesse convenait sans doute peu à son profil de nageur d’endurance.
Il se classe également cinquième lors de l’édition 1908 de la Traversée de Paris à la nage (catégorie professionnels) en un temps de 2 heures 48 minutes (soit 18 minutes après le vainqueur anglais David Sydney Billington).
En août 1908, il gagne le Championnat des 500 mètres de l’U.S.P.N.S. au bassin de la Villette. Le 6 septembre suivant, il remporte le Championnat de Paris de 5km organisé par la même U.S.P.N.S. en 1 h 42 min 32 s.
1910 est l’apogée sportif de Charles Hanouet, qui est consacré « Champion du monde de grand fond » en remportant la Course de six heures à la nage organisée par le journal L’Auto le 11 septembre 1910 dans le bassin de Joinville-le-Pont. Sur 16 partants, 7 finissent l’épreuve. Pour gagner, Hanouet a parcouru 14km 985 à la vitesse moyenne de 5km 25m par heure, devançant nettement ses concurrents immédiats Georges Michel (14km 330) et Maurice Lavogade (13km 520),.
Il remporte également toutes les grandes courses de natation « de plus de 3 kilomètres (traversées de Lyon, Angers, Nancy) » de la même année. Par la suite, il est également « vainqueur des traversées de Douai, Lille, Montargis, Lyon, Armentières, etc. ».
En mars 1911, à l'exemple de son camarade Eugène Estrade, il relève le défi lancé « à tous les nageurs du monde » par le champion de natation italien Davide Cattaneo d’un duel nautique dans la Traversée de la Manche à la nage. Mais la perspective de ce spectaculaire challenge ne dépasse pas le stade verbal.
En octobre 1911, Hanouet se classe premier du critérium d’automne organisé par le Club des Nageurs de la Seine à la piscine Hébert.
Participant régulier de la Traversée de Paris à la nage dans la compétition réservée aux professionnels, il arrive quatrième de cette classique de la natation d'endurance en 1910, puis troisième à deux autres reprises en 1911 et 1913.
Servant encore sous les drapeaux en août 1913, il se distingue lors des championnats de France militaires de natation organisés à Paris aux bains Deligny en finissant premier du 500 mètres et troisième du 100 mètres nage libre, courses où il a pour principal adversaire son camarade de régiment Albert Chrétien.
Le 24 août suivant, Hanouet échoue dans sa tentative de battre le record de France du 500 mètre nage libre lors de la Grand fête nautique d’Alençon.
Après son retour à la vie civile, il est l’une des vedettes du groupe de nageurs professionnels qui se produisent en spectacle sous la coupole du Nouveau Cirque de Paris en janvier 1914.
Rappelé sous les drapeaux par la mobilisation générale d’août 1914, le soldat de 2e classe Charles Hanouet, du 169e régiment d'infanterie, est tué à l'ennemi au cours de la première journée de la seconde bataille de Champagne. 
Le souvenir de ce « bon nageur professionnel de grand fond » mort à la guerre est encore évoqué par la presse sportive en 1925.